# Frieda Brepoels
Frieda Brepoels (ur. 7 maja 1955 w Mopertingen koło Bilzen) – belgijska polityk, od 2004 do 2013 posłanka do Parlamentu Europejskiego.

## Życiorys
Z wykształcenia jest architektem, od 1978 prowadziła prywatną praktykę w tym zawodzie. Należała do flamandzkiej partii Volksunie, pełniąc różne funkcje w jej władzach krajowych. Od rozpadu tego ugrupowania w 2001 należy do Nowego Sojuszu Flamandzkiego (N-VA).
Była radną gminy Bilzen, radną miasta Bilzen oraz radną prowincji Limburgia. W latach 1987–1991 była deputowaną do Rady Flamandzkiej, w latach 1987–1991 oraz 1999–2003 sprawowała mandat posłanki do Izby Reprezentantów.
W wyborach w 2004 została wybrana do PE. Przystąpiła do frakcji chadeckiej. W wyborach w 2009 ubiegała się o reelekcję. N-VA zdobył jeden mandat w Europarlamencie, który przypadł Friedzie Brepoels po rezygnacji Barta De Wevera z jego objęcia. W nowej kadencji przystąpiła do zielonych i regionalistów, została wiceprzewodniczącą grupy Wolnego Sojuszu Europejskiego.
W 2012 wybrana na urząd burmistrza Bilzen (od 1 stycznia 2013), zrezygnowała z zasiadania w PE. Na czele władz miejskich stała do końca 2018 i ponownie w 2019.